# سفارة ليبيريا لدى السعودية
سفارة ليبيريا لدى السعودية هي الممثلية الدبلوماسية العليا لدولة ليبيريا لدى المملكة العربية السعودية. تقع السفارة في حي المصيف في الرياض.